# Anton Balluff
Anton Michael Bruno Balluff, auch Anton Balluf (6. Oktober 1846 in Oberkochen – 5. Dezember 1924 ebenda) war ein deutscher Opernsänger (Tenor).

## Leben
Der Sohn eines Schullehrers, der selbst mit Eifer und Liebe die Gesangeskunst pflegte, sollte nach dem Tod des Vaters 1859 ebenfalls den Lehrberuf ergreifen und wurde deshalb schon mit 12 Jahren ins Lehrerseminar nach Ellwangen geschickt, wo er sich vier Jahre für seine Karriere vorbereitete und auch das Examen absolvierte.
Bevor er jedoch seinen Beruf auszuüben beschloss, trat er noch, um seiner Militärpflicht zu genügen, als Freiwilliger für sechs Jahre in die Armee, woselbst er infolge seiner ausgesprochenen Liebe und Neigung zur Musik in die Kapelle eingeteilt wurde. Dort wurde man auf seine schöne Stimme aufmerksam, die ihm bald ein Engagement für den Münster Chor verschaffte.
Nicht lange darauf fand er auch Gelegenheit, als Tenorist im Theaterchor mitzuwirken. Auf diese Art machte er sich mit der Bühne vertraut, und bald stand sein Entschluss fest, sich gänzlich dem Theater widmen zu wollen.
Er begab sich nach Stuttgart, wo er auf Befürwortung des Kammersängers Heinrich Sontheim sowie Johann Baptist Pischeks und Anton Hromadas für den königl. Singchor engagiert wurde.
Sein Ehrgeiz begnügte sich jedoch nicht mit dieser Stellung, und da er fühlte, etwas Besseres leisten zu können, besuchte er das Konservatorium, nahm Unterricht bei Franz Josef Schütky und Johann Baptist Pischek und später noch bei Désirée Artôt de Padilla (?).
Eine Solistenrolle blieb ihm jedoch bis zur Spielzeit 1895/1896 verwehrt. Er durfte kurzfristig einspringen und die Rolle des „Manrico“ in Verdis „Troubadour“ singen.
Im Jahr 1890 wurde Balluff zum „königl. württembergischen Kammersänger“ ernannt.
Am 3. Juni 1904 gab Balluff seine Abschiedsvorstellung, wie er als Solist begonnen hatte in der Rolle des „Manrico“.
Sein Großneffe war der erste Nachkriegsbürgermeister der Stadt Aalen, Otto Balluff.